# Музыкальный фестиваль в Ментоне
Музыкальный фестиваль в Ментоне (фр. Festival de musique de Menton) — французский фестиваль камерной музыки, проходящий в Ментоне каждое лето с 1950 года. Первый во Франции фестиваль академической музыки под открытым небом.
Фестиваль был основан Андре Бёрёцем (венг. André Böröcz; 1919—1998), корреспондентом Венгерского радио в Париже, оставшимся во Франции после прихода к власти в Венгрии коммунистического режима. Под руководством Бёрёца участниками фестиваля становились выдающиеся музыканты разных поколений, от Мстислава Ростроповича до Фазыла Сая. Наряду с основной концертной программой фестиваль включал в себя различные мастер-классы и мессу в соборе Святого Архангела Михаила. Жан Кокто, в 1960 г. ставший автором афиши фестиваля, писал: «Нет другого такого небывалого, неуместного, висящего в воздухе места, как Ментонский фестиваль».
Первый фестиваль после смерти Бёрёца провела в 1999 г. его вдова Жаклин. Затем в качестве руководителя фестиваля был приглашён парижский музыкальный администратор Жан Мари Фурнье, однако под его руководством проведение фестиваля в 2000 году ознаменовалось финансовым провалом, поскольку для центрального события его фестивальной программы — концерта Монтсеррат Кабалье и Роберто Аланьи — потребовались очень дорогие декорации и монтаж сцены. После этого административное управление фестивалем в 2001—2011 гг. взял на себя бывший ассистент Бёрёца Жан Мари Томази, а художественными руководителями были сперва скрипач Огюстен Дюме (2001—2005), а затем пианист Жан Бернар Помье (2006—2008), привнёсший в фестивальную программу заметную русскую ноту: фестивальный камерный оркестр Ментон—Санкт-Петербург, составленный из музыкантов двух городов. С 2012 г. фестивалем руководит дирижёр и музыкальный педагог Поль Эмманюэль Тома.